# Ryszard Łabanowski
Ryszard Łabanowski (łot. Rišards Labanovskis; ur. 15 lutego 1940 w Dyneburgu, zm. 20 września 2022 w Rydze) – łotewski dziennikarz, tłumacz i polityk polskiego pochodzenia, poseł na Sejm (1998–2002).

## Życiorys
Urodził się w rodzinie represjonowanej w czasach stalinizmu. Kształcił się w szkole średniej w Siguldzie. W 1963 ukończył filologię łotewską w Łotewskim Uniwersytecie Państwowym (LVU), po czym pracował w Komitecie ds. Radia i Telewizji jako redaktor Radia Młodzieżowego (1966–1976), zastępca redaktora naczelnego Działu Informacji TV (1976–1979) i redaktor naczelny Głównej Redakcji Młodzieży i Edukacji TV (1979–1988). Stał również na czele redakcji ds. Ideologii i Ekonomiki Radia (1988–1990). W wolnej Łotwie kierował działem programów mniejszości narodowych (1993–1998).
Pod koniec lat 80. zaangażował się w działalność w Łotewskim Froncie Narodowym. W 1998 uzyskał mandat posła na Sejm z listy Łotewskiej Socjaldemokratycznej Partii Robotniczej. Pracował w komisji spraw zagranicznych oraz praw obywatelskich. W połowie kadencji założył nową organizację lewicową pod nazwą Związek Socjaldemokratów (łot. Sociāldemokrātu Savienība). W wyborach do Parlamentu Europejskiego w 2004 roku kandydował z ostatniego miejsca Związku. W wyborach do Sejmu IX kadencji w 2006 ubiegał się o mandat z ramienia partii TB/LNNK.
Był współautorem wydanych w 1984 rozmówek polsko-łotewskich „Latviešu–poļu sarunvārdnīca”. Odznaczony w 2009 Krzyżem Kawalerskim Orderu Zasługi Rzeczypospolitej Polskiej przez Prezydenta RP za wybitne zasługi w rozwijaniu współpracy między Rzecząpospolitą Polską a Republiką Łotewską, za propagowanie wiedzy o wspólnym dziedzictwie historycznym narodów tworzących Rzeczpospolitą Obojga Narodów.
Był żonaty, miał syna i córkę. Syn Erwin (Ervins) był działaczem LSDSP, obecnie związany jest z ugrupowaniem „Postępowi”. Zmarł we wrześniu 2022.